# Paběnice
Paběnice är en ort i Tjeckien.   Den ligger i regionen Mellersta Böhmen, i den centrala delen av landet, 70 km öster om huvudstaden Prag. Paběnice ligger 388 meter över havet och antalet invånare är 174.
Terrängen runt Paběnice är lite kuperad. Runt Paběnice är det ganska glesbefolkat, med 25 invånare per kvadratkilometer. Närmaste större samhälle är Kutná Hora, 12,1 km norr om Paběnice. I omgivningarna runt Paběnice växer i huvudsak blandskog.